# Bertry
Bertry ist eine französische Gemeinde mit 2.138 Einwohnern (Stand: 1. Januar 2022) im Département Nord in der Region Hauts-de-France. Sie gehört zum Arrondissement Cambrai und zum Kanton Le Cateau-Cambrésis. Die Einwohner werden Bertrésiens und Bertrésiennes genannt.

## Geographie
Bertry liegt etwa 17 Kilometer südöstlich von Cambrai und 32 Kilometer nördlich von Saint-Quentin. Umgeben wird Bertry von den Nachbargemeinden Caudry im Norden, Troisvilles im Nordosten, Reumont im Osten, Maurois im Südosten, Maretz im Süden, Clary im Südwesten sowie Montigny-en-Cambrésis im Westen.

## Bevölkerungsentwicklung
| Jahr                       | 1962 | 1968 | 1975 | 1982 | 1990 | 1999 | 2006 | 2012 | 2020 |
| Einwohner                  | 2657 | 2526 | 2295 | 2089 | 2119 | 2257 | 2225 | 2255 | 2158 |
| Quellen: Cassini und INSEE |      |      |      |      |      |      |      |      |      |

## Sehenswürdigkeiten
- Kirche Notre-Dame-de-la-Visitation aus dem 15. Jahrhundert, 1855 umgebaut
- Kapelle Sainte-Anne, 1864 erbaut
- Protestantische Kirche aus dem Jahre 1866
- Ehemaliges Rathaus
- Britischer Militärfriedhof
- Wasserturm

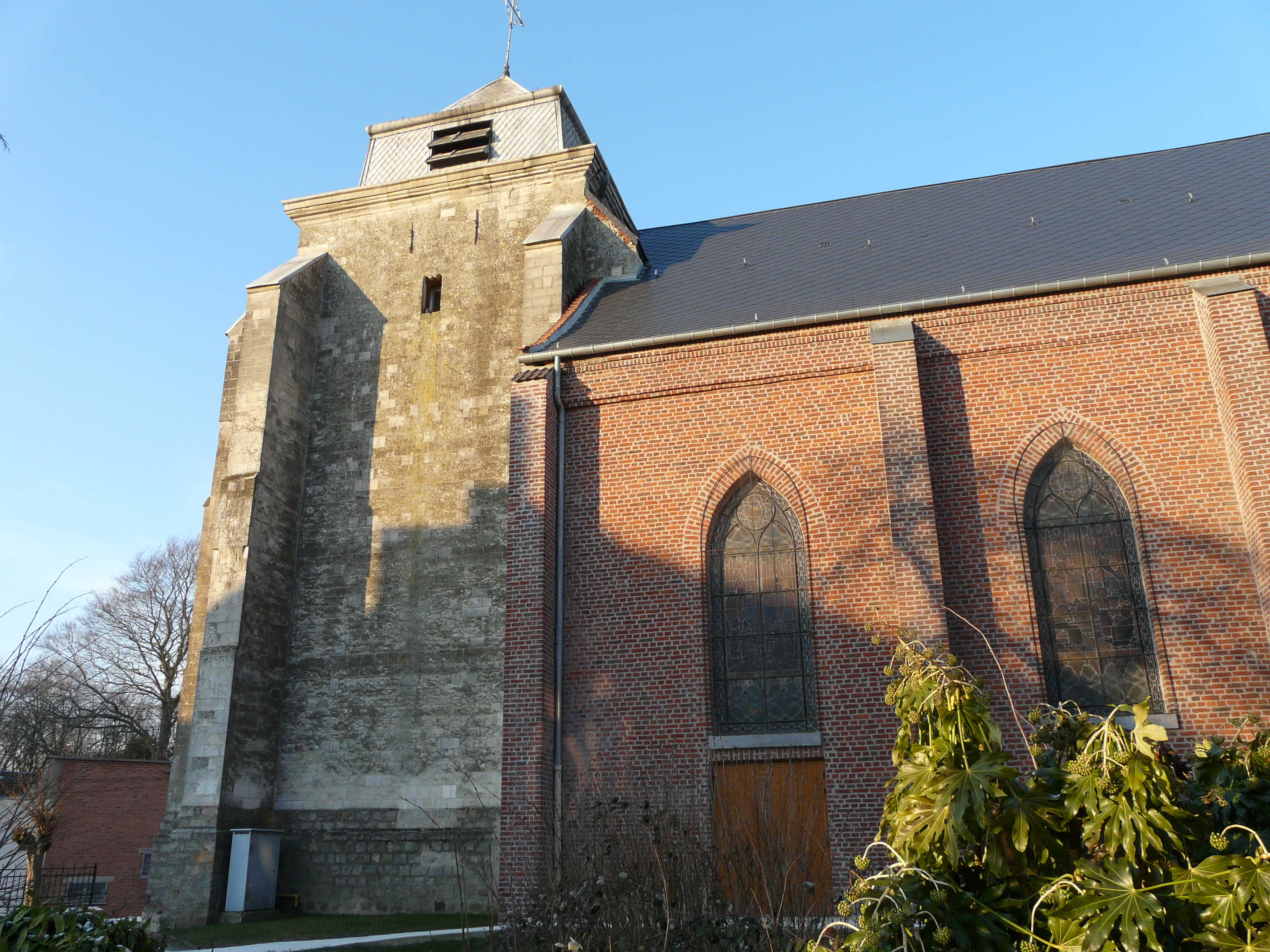
Kirche Notre-Dame-de-la-Visitation
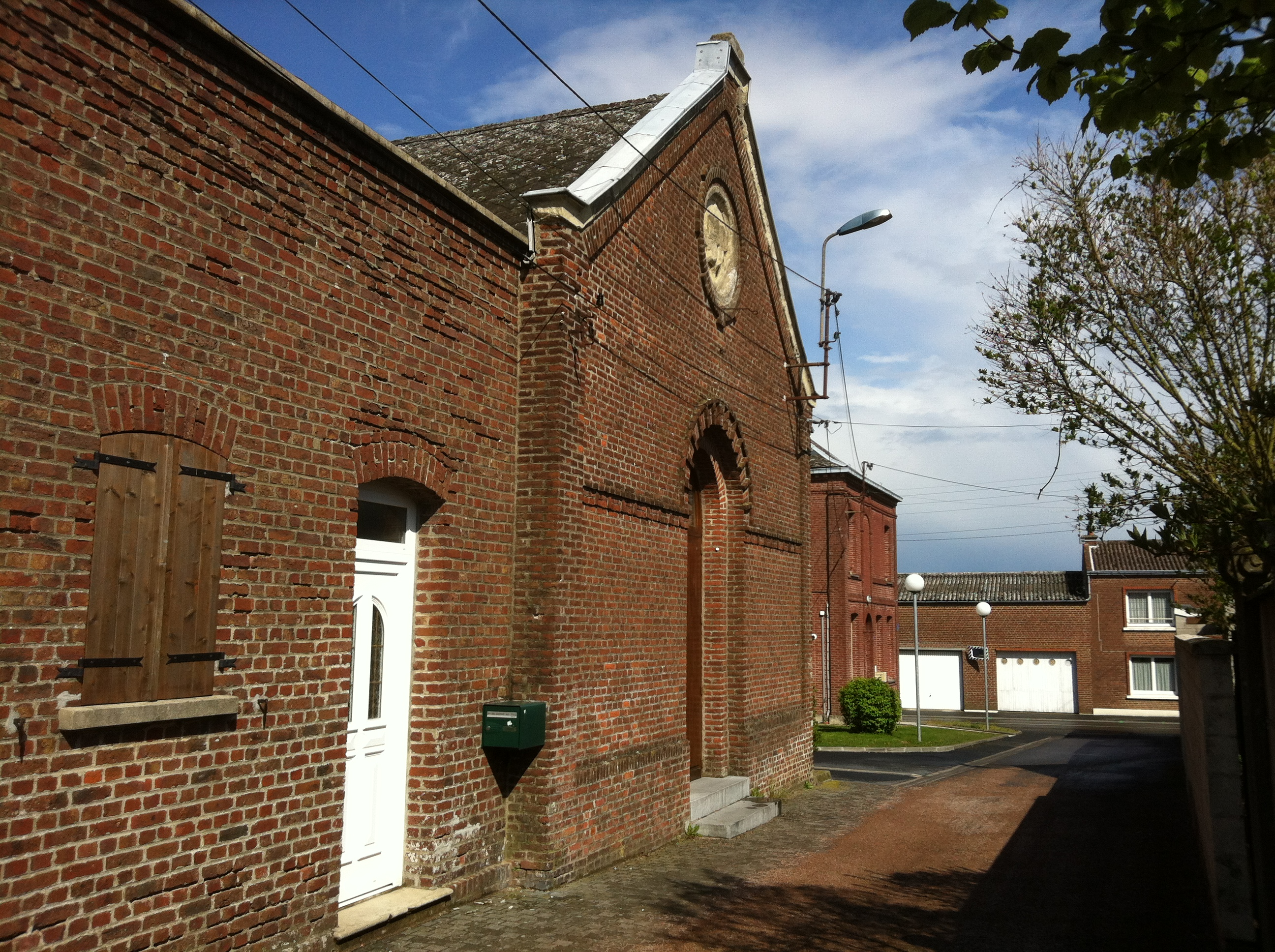
Protestantische Kirche
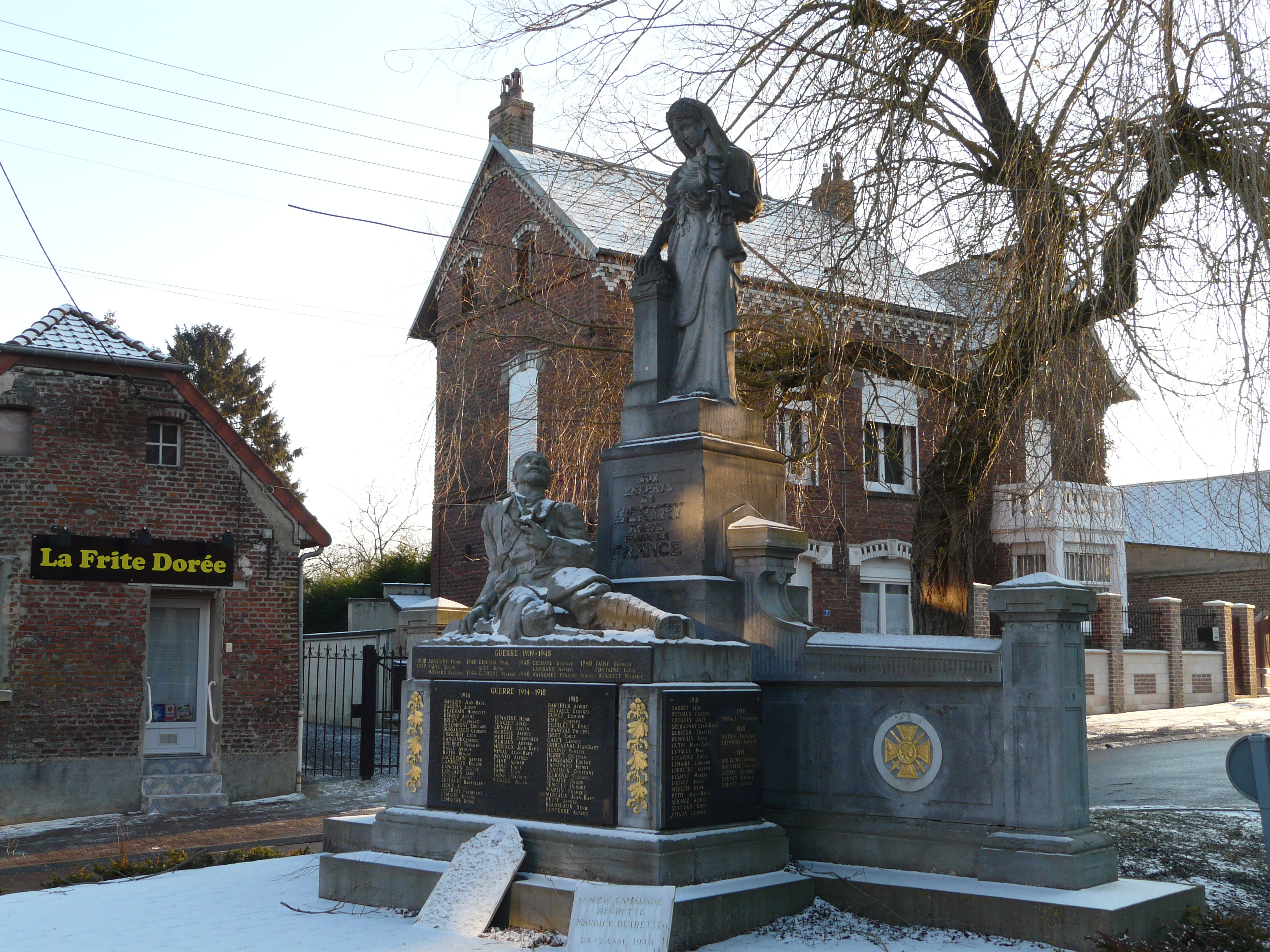
Gefallenendenkmal

## Trivia
Die Riesenfigur von Bertry heißt Tiot Achille.

## Persönlichkeiten
- Jean-Baptiste Louvet (1879–1953), Radrennfahrer und Unternehmer